# Censorinus (genus)
Censorinus is een geslacht van wantsen uit de familie van de Reduviidae (Roofwantsen). Het geslacht werd voor het eerst wetenschappelijk beschreven door William Lucas Distant in 1903.

## Soorten
Het genus bevat de volgende soorten:

- Censorinus brancsiki Miller, 1953
- Censorinus dubius Villiers, 1950
- Censorinus ferrugineus Distant, 1903
- Censorinus geniculatus Villiers, 1962
- Censorinus karinae Chlond, 2010
- Censorinus monticolus Villiers, 1962
- Censorinus nigripes Villiers, 1968
- Censorinus peyrierasi Villiers, 1968
- Censorinus robinsoni Villiers, 1968
- Censorinus umbrosus Villiers, 1960
- Censorinus variegatus Villiers, 1950